# Camarasaure
El camarasaure (Camarasaurus, 'llangardaix de càmbres', en referència a la presència de càmbres buides a les vèrtebres) és un gènere de dinosaure sauròpode. Era el més comú dels sauròpodes gegants que habitaren Nord-amèrica. Les seves restes fòssils s'han trobat a la formació de Morrison de Colorado i Utah, que data del Juràssic superior (estatges de l'Oxfordià superior al Titonià), d'entre fa 155 i fa 145 milions d'anys. Una pelvis trobada al Monument Nacional dels Dinosaures a Utah presenta marques atribuïdes a l'al·losaure.

## Descobriment
Els primers fòssils de camarasaure foren trobats a Colorado, Estats Units, per Oramel Lucas i el gènere fou anomenat per Edward Drinker Cope l'any 1877. L'any 1925, Charles Gilmore trobà un esquelet complet de camarasaure.

## Característiques
Aquest sauròpode mesurava fins a 20 metres de longitud. Era un dinosaure relativament petit i hauria pogut caure presa de grans teròpodes carnívors com l'al·losaure.
S'estima que aquest dinosaure pesava unes 20 tones o més, tot i presentar cambres que reduiden el pes de la columna vertebral. El camarasaure probablement no podia parar-se en les seves potes posteriors, ja que els ossos més gruixuts i les llargues extremitats anteriors indicaven que la part frontal del cos era molt pesada com per a poder-la aixecar del terra.
El camarasaure tenia una cua curta i un crani gran ple de dents forts i entrellaçats que podien tallar branques gruixudes.

## Paleobiologia

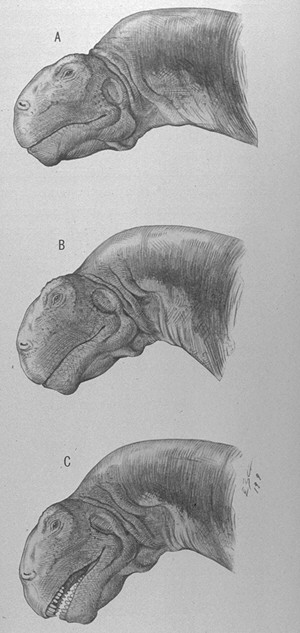
Rang de moviment del cap inferit per Erwin Christman

### Gregarisme
Es coneix un registre fòssil de dos adults i un jove de 12,2 metres de longitud que van morir plegats al Juràssic superior, fa aproximadament 150 milions d'anys (al nord-est de Wyoming, EUA, excavats per la Divisió de Paleontologia de Vertebrats del Museu d'Història Natural i el Centre de Biodiversitat de la Universitat de Kansas, durant les "temporades d'excavació" de 1997 i 1998. Es creu que els seus cossos foren arrossegats fins al seu lloc de descans final, en fang al·luvial, per una allau de riu. Això suggereix que el camarasaure viatjava en ramats o, almenys, en grups "familiars". També s'han trobat ous de camarasaure en línies, en comptes d'en nius ben ordenats com és el cas d'altres dinosaures, fet que sembla indicar que, com la majoria de sauròpodes, els camarasaures no tenien cura de la seva descendència.

### Digestió
Prèviament, alguns científics havien suggerit que el camarasaure i altres sauròpodes es podrien haver empassat pedres (gastròlits) per a ajudar a moldre el menjar a l'estómac i aleshores les regurgitaven o les passaven pel tracta digestiu quan esdevenien molt suaus. Tanmateix, anàlisis més recents han suggerit que aquest no era el cas. A més a més, les dents fortes i robustes del camarasaure en particular estaven més desenvolupades que les de la majoria de sauròpodes, indicant que hauria pogut processar el menjar a la boca en cert grau abans d'empassar-se'l.